# Mette Prawitz
Mette Prawitz, född 6 november 1934 i Stockholm är en svensk designer och kostymskapare.
Mette Prawitz var dotter till byrådirektören Gunnar Prawitz och Aase Randveig Andersen och gift med Ludvig Rasmusson 1959–1963. Separat ställde hon ut på Lilla Paviljongen i Stockholm 1957 och 1958. Hennes konst från slutet av 1950-talet består av en tidig form av installationskonst.

## Utställningar
- 1957 LITTERÄRA FÖRSÖK modeller till dräkter, Lilla Paviljongen, Stockholm
- 1958 FÖRSÖK OMIGEN klotskulpturer, Lilla Paviljongen, Stockholm
- 1965 deltar i en modevisning av nya kläder, Moderna Museet, Stockholm
- 1955 PÅHÄNG samlingsutställning, Galleri 66, Stockholm
- 1987 VÅRKOLLEKTION 88, Galleri Aronowitsch, Stockholm
- 1990 OFFLINE, deltar i avantgarde-modemässa, Haus der Sowjetischen Wissenschaft und Kultur, Östberlin
- 1990 DICHTUNG, Kleider aus Dichtungsstreifen, Künstlerhaus Bethanien, Västberlin
- 1991 BERLIN 89/90. GARDEROB, Millesgården, Stockholm
- 1991 CONFIGURA 1, Kunst in Europa, Erfurt, Tyskland
- 1991 POSTVERBALA PLAGG, En mode - konstvisning, Moderna Dansteatern, Stockholm
- 1992 - 1993 KEJSARENS NYA KLÄDER, idé och form LISE KÅRESON, vandringsutställning runt Sverige från Waldemars Udde, Stockholm till Kabelfabriken, Helsingfors
- 1994 UNTAMED FASHION, 69 deltagare från 9 länder, Riga, Lettland. Deltar under rubriken "Att bära problem".
- 1995 DISK TOP, Designtorget, Stockholm. Deltager med "Den lilla disktrasan".
- 1995 KVINNOR SKILDRAR MÄN, Konstnärshuset, Stockholm.  Vandringsutställning av Lise Kåreson,
- 1995 - 96 O MODE, Kulturhuset, Stockholm. Deltar med originalet till "Baertlingklänningen"
- 2011 MODE ÄR SPRÅKET SOM FINNS RUNT KROPPEN, STUDIO L 2, Stockholm. "Retrospektiv utställning i komprimerad form"
- 2012 KLÄDER I FÖRÄNDRING - KLÄDER SOM FÖRÄNDRAR, Östergötlands Museum, Linköping
- 2012 ODLINGSBART, STUDIO L 2, Stockholm, samlingsutställning
- 2019 - 2020 BLUE IS THE COLOR OF YOUR EYES, Moderna Museet, Malmö, Samlingarna. "Förtätning - Havande Manskostym"  1994
- 2019 MODE SOM KONST, STUDIO L 2, Stockholm, Samlingsutställning.
- 2021 VITT I VITT, STUDIO L2, Stockholm, "Den lilla skurtrasan" / modekreationer. Tillsammans med L. Lidströmer Objekt ur "Sandlådan"